# روتيغوتين
روتيغوتين هو ناهض للدوبامين من فئة الأدوية غير المنتمية للإرغولين والمستخدمة في علاج مرض باركنسون وداء ويليس إكبوم (أو كما يعرف بمتلازمة تململ الساقين). يستخدم على شكل لصاقة جلدية يومية تعطي الدواء بشكل بطيء ومنتظم لمدة 24 ساعة.
روتيغوتين كبقية ناهضات الدوبامين يظهر بأنه ذو تأثير مضاد للاكتئاب، مما قد يجعله نافعا في علاج الاكتئاب.
هو عبارة عن مادة تشابه في تاثيرها الفسيولوجي تاثير مادة الدوبامين الموجودة في الجسم، تستخدم في علاج مرض الباركنسون وأيضا مرض وليس-ايبكام  المعروف بمتلازمة تململ الساقين في اروبا والولايات المتحدة الأمريكية
يستخدم مرة يوميا على شكل لصاقة جلدية بحيث توفر تركيز ثابت ومستمر على مدار 24 ساعة من المادة الفعالة للجسم. وبما أنه يشبه في تأثيره الفسيولوجي تأثير مادة الدوبامين. فإن الروتيجوتين تستعمل كمضاد للاكتئاب لذا فهو ربما يكون فعالا في معالجة الاكتئاب.

## تاريخه
تم اكتشاف مركب الروتيجوتين سنة 1998 بواسطة شركة ادريس للمواد الصيدلانية"Aderis Pharmaceutical", و اعطت شركة ادريس الرخصة لشركة الألمانية للمواد الصيدلانية "Schwarz Pharma"من اجل تصنيعه تحت اسم “Neupro”.اليوم إحدى الشركات التابعة لشركة بلجيكية (UCB SA).
اعتمد الدواء لدى منظة الصحة الأوروبية أيضا في سنة 2006م و حاليا الروتيجوتين متاح في الاسواق الاروبية ولكن في سنة 2007 م قامت شركة ‘’Schwarz Pharma’’ بسحب المنتج “Neupro” من الاسواق الأمريكية وبعض الاسواق الاروبية نتيج مشاكل في تصنيع لصاقات ال ‘’Neupro” . في سنة 2012م  اعيد تصنيع "Neupro" و ادخاله في الاسواق الأمريكية بعد تصحيح المشاكل الموجودة .
تم أيضا ترخيصه كدواء لمعالجة متلازمة تململ الساقين في سنة 2008 م.

## الثاثير الدوائي
تمتلك الروتيجوتين الموجودة في الأنبوب المخبري المستقبلات التالية 
- D1 مستقبل (Ki = 83 nM)
- D2 مستقبل (Ki = 13.5 nM)
- D3 مستقبل (Ki = 0.71 nM)
- D4.2 مستقبل (Ki = 3.9 nM)
- D4.4 مستقبل (Ki = 15 nM)
- D4.7 مستقبل (Ki = 5.9 nM)
- D5 مستقبل (Ki = 5.4 nM)
- α1A-مُسْتَقْبِلاَتٌ أَدْرينِيَّة (Ki = 176 nM)
- α1B-مُسْتَقْبِلاَتٌ أَدْرينِيَّة (Ki = 273 nM)
- α2A-مُسْتَقْبِلاَتٌ أَدْرينِيَّ (Ki = 338 nM)
- α2B-مُسْتَقْبِلاَتٌ أَدْرينِيَّة (Ki = 27 nM)
- α2C-مُسْتَقْبِلاَتٌ أَدْرينِيَّة (Ki = 135 nM)
- 5-HT1A مستقبل (Ki = 30 nM)
- 5-HT7 مستقبل (Ki = 86 nM)
- H1 مستقبل (Ki = 330 nM)

روتيجوتين تتصرف مثل ناهض كامل أو جزئي (اعتمادا على الفحص) على جميع مستقبلات الدوبامين المدرجة، باعتبارها ضادة ؛في مستقبلات α2B-الأدرينالية، وأيضا كناهض جزئي عند مستقبلات 5-HT1A (7)
روتيجوتين هو محفز لجميع مستقبلات الدوبامين (D1-D5) مع تاثير التحفيزي الأعلى لمستقبل الدوبامين D3. وهي أيضا مضاد في تاثير هلمستقبلاتα-2-الأدرينالية محفز لمستقبلات 5HT1A. كما ييمنعروتيجوتين امتصاص الدوب امينو إفرازالبرولاكتين.
يتم امتصاص الدواء من خلال اللصاقة الجلدية ذات المكون السيليكوني ليقوم روتيجوتين بتحفيز مستقبلات الدوبامين في الجسم ليشابه في تاثيره الناقلات العصبية . الطريقة الفعلية لطريقة علاج الروتروجين لمتلازمة تململ الساقين غير معروفة ولكنه يعتقد بان تحفيز مستقبلات الدوبامين له دور.
يختلف امتصاص الدواء باختلاف مكان وضع اللصاقة بحيث يكون اعلاها امتصاصا على الكتف بنسبة امتصاص 46%.
يحتاج الدواء عند وضعه إلى 3 ساعات ليصل إلى الدم وإلى 15-18 ساعة ليصل إلى أعلى تركيز له في الدم بينما يحتاج إلى 2-3 أيام من بدء العلاج ليصل إلى حالة الاتزان أو بما يسمى ب"steady state".
يصل حجم التوزيع الدوائي "Volume of Distribution" إلى 84 لتر لكل كيلوغرام في الجسم بينما يصل نسبة ارتباط الدواء في البروتين إلى 89.5%

## الآثار الجانبية
يمكن أن تشمل الآثار الجانبية العامة لروتيجوتين الإمساك،وعسر،والغثيان،والتقيؤ،والدوخة، والتعب، والأرق، ونعاس، والارتباك، والهلوسة. ويمكن أن تشمل مضاعفات أكثر خطورة مثل الذهانوالسيطرة على الانفعالات واضطراباتمثلفرطالرغبة الجنسية،punding،والمقامرة المرضية . قدتحدث أيضا ردود فعل خفيفة على الجلدالضار في موقع التطبيق.
جميع الأدوية قد يسبب آثارا جانبية، ولكن غالبية الناس لا تحدث لهم أي آثارالجانبية.يمكن استشارة الطبيب إذاكانت أي من الآثار الاتية مزعجة :
الإمساك. قلة الشهية. الإسهال. الدوخة ؛النعاس. الصداع؛زيادة التعرق. آلام المفاصل. احمرار طفيف، وتورم، أو حكة في موقع التطبيق. الغثيان. أعراض الإصابة الجهازالتنفسي العلوي (على سبيل المثال، والسع الوسيلان أوانسداد الأنف والعطس والتهاب في الحلق),التعب، اضطرابات النوم، القيء، الضعف..
يجب التماس العناية الطبية على الفور إذا كان أي من هذه الآثارالجانبية الحادة تحدث :
ردود فعل شديدةالحساسية (طفح ؛خلايا ؛الحكة ؛صعوبة في التنفس ؛ضيق في الصدر ؛تورم في الفم والوجه والشفاه أواللسان)؛أحلام غير طبيعية. حرق، وخدر، أو وخز؛ألم الصدر. الارتباك. الإغماء. سرعة ضربات القلب أو عدم انتظام؛الهلوسة. فقدان التنسيق؛المشاكل النفسية أوالمزاج جديدة أو تفاقم (على سبيل المثال، والإثارة، والاكتئاب، وجنون العظمة)؛ جديدة أو تفاقم، الحركات المفاجئة غير المقيد للأسلحة أوالساقين. استمرار تهيج، حكة، احمرار، أوتورم في موقع التطبيق. استمرارالنوم الضيق. طنين في الأذنين. دوخة شديدة أو مستمرة، خفيفة وقوة العزيمة، أوالصداع. ضيق في التنفس. المفاجئ، النعاس الشديد أوالنوم خلال الأنشطة اليومية العادية. المفاجئ، وزيادة الوزن غير المبررة. تورم في اليدين والكاحلين، أوالقدمين. الهزات. زوائد جلدية غير عادية أو تغيرات في المظهر .

## وصلات خارجية
•	Rotigotine (SPM-962) - The First Once-a-Day Transdermal Patch to Treat Parkinson's Disease